# Aspermont (Teksas)
Aspermont je gradić u američkoj saveznoj državi Teksas. Prema popisu stanovništva iz 2010. u njemu je živjelo 919 stanovnika.